# Служиві татари
Служиві татари, Татари служиві — татарська етнічно-станова група у Великому князівстві Литовському, Речі Посполитій та етнічно-станова група державних селян у Московському князівстві, Московському царстві й Російській імперії у XIV—XVIII сторіччях.

## Велике князівство литовське та Річ Посполита
Ця група почала утворюватися в другій половині XIV ст. з полонених та втікачів із Золотої Орди. До кінця XVI ст. служиві татари одержували земельні пожалування під умовою виконання військової служби та постачання коней для війська. Аналогічні пожалування під умовою служби на користь власника надавали й магнатські родини, осаджуючи татар на власних землях.
Внаслідок подрібнення володінь і зубожіння служиві татари продавали жалувані землі, що призвело до зменшення їхньої кількости у другій полові XVI ст. Це викликало запобіжні заходи, ухвалені вальним сеймом у першій половині XVII ст. Водночас уряд Речі Посполитої вдався до формування найманих татарських корогов, але затримка платні викликала конфлікт між державою і служивими татарами, який скінчився призначенням компенсацій у вигляді надання в довічну оренду земель у королівських маєтках, а також виданням привілеїв, що мали повністю урівняти служивих татар у правах зі шляхтичами-християнами. Остаточно служиві татари були урівняні в правах із шляхтою привілеєм польського короля Яна III Собєського від 22 березня 1677. У 1679 р. шляхетські привілеї було поширено й на тих служивих татар, які мешкали в магнатських володіннях.
Служиві татари виявилися лояльними підданцями та брали участь у кампаніях проти Османської імперії та Кримського ханату. Однак на початку війни з Османською імперією 1672 р. невдоволення заборгованістю у платні підштовхнуло 3 корогви перейти на бік єдиновірців. Емігрували служиві татари до Османської імперії і внаслідок репресій польського короля Августа II Фридерика Веттіна, спричинених тим, що служиві татари підтримували його суперника Станіслава-Богуслава Лещинського. У відповідь на позбавлення маєтностей та збільшення оренди з королівських маєтків у правління польського короля Станіслава-Августа Понятовського служиві татари прилучилися до Барської конфедерації 1768. Але конституція сеймова 1768 надала служивим татарам усі пожалування на королівських землях у повну спадкову власність.
Після знищення Речі Посполитої татарські полки були створені в прусських та російських володіннях, однак вони не забезпечували службою всіх служивих татар. Після наполеонівських війн заможні верстви служивих татар інтегрувалися до правлячого класу Російської імперії та імперії Габсбургів, тоді як дрібна шляхта переселялася до міст, а частково емігрувала до Туреччини. Етнічна самосвідомість служивих татар збереглася лише у місцях компактного розселення у Литві та Польщі.